# アソーカ (テレビドラマ)
『アソーカ』（原題：Ahsoka）は、Disney+のために制作された、アメリカ合衆国のテレビミニシリーズで、スター・ウォーズの配信ドラマ。
ロザリオ・ドーソンは、アソーカ・タノ役で出演し、『マンダロリアン』からの役を再演し、『スター・ウォーズ 反乱者たち』の続編でもある。2023年8月23日、Disney+にて初回2話が独占配信開始した。シーズン1は全8話が配信されている。
当初、邦題は『アソーカ』とされていたが、のち『スター・ウォーズ：アソーカ』に改められた。
2024年1月、シーズン2の製作決定がルーカスフィルムより発表された。

## あらすじ
遠い昔、はるか彼方の銀河系で...。
エンドアの戦いから約5年後、新銀河共和国の建立の最中。アソーカ・タノの手で逮捕されたモーガン・エルズベスが、暗黒のジェダイであるベイラン・スコールにより監獄を襲撃し救出される。エルズベスは、所在不明の帝国のスローン大提督の救出を画策し、ある星図の確保を試みる。事態を知るアソーカがその一歩先んいて星図を盗み、旧友のヘラ・シンドゥーラ将軍と戦友のサビーヌ・レンと共に星図を解読をする。やがてアソーカたちはエルズべスらの陰謀を止めるために動きだす。

## キャスト
（括弧は日本語吹き替え。）
アソーカ・タノ
演 - ロザリオ・ドーソン | 日本語吹替 - 伊藤静
トグルータ人の元ジェダイ。元ゴースト・チームの協力者。スローン大提督の復活の噂を調査するために、ヘラとサビーヌと共に動き出す。
パダワン時代のアソーカ
演 - アリアナ・グリーンブラット | 日本語吹替 - 伊藤静
第5話で登場するクローン戦争時代のアソーカ。
ヘラ・シンドゥーラ
演 - メアリー・エリザベス・ウィンステッド | 日本語吹替 - 宮島依里
新共和国将軍。元ゴースト・チームのメンバー。トワイレック人の女性。故人のジェダイ：ケイナン・ジャラスとの間の息子、ジェイセンがいる。
サビーヌ・レン
演 - ナターシャ・リュー・ボルディッツォ | 日本語吹替 - 田野アサミ
元ゴースト・チームのメンバー。マンダロリアンの女性で武器の専門家。友人のエズラ・ブリッジャーを探すためにアソーカのパダワンとなり、共に旅に立つ。
ベイラン・スコール
演 - レイ・スティーヴンソン→ロリー・マッキャン | 日本語吹替 - 大塚明夫
本作の敵役。オーダー66から生き残った元ジェダイで傭兵。
シン・ハティ
演 - イヴァンナ・ザクノ | 日本語吹替 - 戸松遥
傭兵でスコールのパダワン。共にアソーカたちを追撃する。
モーガン・エルズベス
演じ - ダイアナ・リー・イノサント | 日本語吹替 - 深見梨加
本作の敵役、惑星カロダンの元監督官で生き残ったナイトシスターズの一人。ベイラン・スコールらの雇い主でスローン大提督の盟友。
ヒュイヤン
演 - デイヴィッド・テナント | 日本語吹替 - ふくまつ進紗
アソーカの相棒で、クローン戦争の時代までジェダイ・オーダーに仕えていたドロイド。ジェダイ候補生にライトセーバーの製造方法を指南していた。
エズラ・ブリッジャー
演 - エマン・エスファンディ | 日本語吹替 - 野島健児
アニメ作品『スター・ウォーズ 反乱者たち』の終盤に行方不明となったゴースト・チームのメンバー。
ジェイセン・シンドゥーラ
演 - エバン・ウィッテン | 日本語吹替 - 田中誠人
ヘラ・シンドゥ―ラとケイナン・ジャラスの間に生まれた子供。
アナキン・スカイウォーカー/ダース・ベイダー
演 - ヘイデン・クリステンセン | 日本語吹替 - 浪川大輔
故人、元ジェダイでアソーカの師匠（マスター）。フォースの暗黒面に堕ちていた。修行を終えていないアソーカに最後の訓練を施すために現れる。
スローン大提督
演 - ラース・ミケルセン | 日本語吹替 - 山野井仁
銀河帝国軍の大提督。アニメ作品『反乱者たち』の終盤にて敗れ、エズラ・ブリッジャーと共に行方不明となった。演じたミケルセンも続投。

## エピソード
シーズン1
| 通算 話数 | シーズン 話数 | タイトル                                                                             | 監督                 | 脚本               | 公開日        |
| --------- | ------------- | ------------------------------------------------------------------------------------ | -------------------- | ------------------ | ------------- |
| 1         | 1             | "Part One: Master and Apprentice" "パート1：師と弟子"                                | デイブ・フィローニ   | デイブ・フィローニ | 2023年8月23日 |
| 2         | 2             | "Part Two: Toil and Trouble" "パート2：苦労と苦悩"                                   | ステフ・グリーン     | デイブ・フィローニ | 2023年8月23日 |
| 3         | 3             | "Part Three: Time to Fly" "パート3：飛び立つ時"                                      | ステフ・グリーン     | デイブ・フィローニ | 2023年8月30日 |
| 4         | 4             | "Part Four: Fallen Jedi" "パート4：堕ちたジェダイ"                                   | ピーター・ラムジー   | デイブ・フィローニ | 2023年9月6日  |
| 5         | 5             | "Part Five: Shadow Warrior" "パート5：影武者"                                        | デイブ・フィローニ   | デイブ・フィローニ | 2023年9月13日 |
| 6         | 6             | "Part Six: Far, Far Away" "パート6：はるかかなたで"                                  | Jennifer Getzinger   | デイブ・フィローニ | 2023年9月20日 |
| 7         | 7             | "Part Seven: Dreams and Madness" "パート7：再会と別れ"                               | Geeta Patel          | デイブ・フィローニ | 2023年9月27日 |
| 8         | 8             | "Part Eight: The Jedi, the Witch, and the Warlord" "パート8：ジェダイと魔女と大提督" | リック・ファミュイワ | デイブ・フィローニ | 2023年10月4日 |